# Владимировка (Хмельницкий район)
Влади́мировка (укр. Володимирівка; до 2016 года — Черво́ная Влади́мировка, укр. Червона Володимирівка) — село в Хмельницком районе Винницкой области Украины. Расположено в северо-западной части Винницкой области на северном Подолье, на стыке трёх областей — Винницкой, Житомирской и Хмельницкой, возле истока небольшой реки Поповки, правого притока реки Случь.
Расстояние до центра сельского совета с. Марьяновки — 5 км, до райцентра г. Хмельника — 25 км, до областного цента г. Винницы — 80 км, до столицы Украины — 250 км.
Код КОАТУУ — 0524885003. Население по переписи 2001 года составляет 171 человек, на январь 2010 года — 119 человек. Почтовый индекс — 22010. Телефонный код — 4333. Занимает площадь 0,86 км².

## История
С давних времён на этой местности возле торгового пути находилось несколько хат с корчмой, хутор назывался Выдумка. На момент основания села рядом расположенные поля принадлежали жителям с. Великая Волица, Любарского района, Житомирской области. Село Великая Волица в 20-х годах XIX века было перенаселено, покрытые соломой хаты стояли «крыша возле крыши», что приводило к тяжёлым последствиям при пожарах — выгорали целиком улицы села. Для обработки земли приходилось преодолевать расстояние до 8 км, поэтому было принято решение переселиться желающим в новое село, поближе к своим земельным наделам.
Для оформления границ будущего поселения, приусадебных участков приехал землемер, который снимал жильё на хуторе Фастановка, что находился на север, на расстоянии одного километра от будущего села, в доме Зданевича Павла Яновича. Землемер ему сказал, «я дал новому селу имя Червоная Владимировка, так как сейчас власть „червоная“ (красная), а моё имя Владимир и под таким именем я зарегистрировал село в госучреждении». Вот так с 1928 года ведёт свою историю село.
В 30-х годах в селе был организован колхоз «Червоный степовик» (степью называли эти земли местные жители). Благодаря тяжёлому труду чернозёмы давали хорошие урожаи сахарной свеклы, пшеницы, ржи, ячменя, гороха и огородины. За высокие достижения колхоз был отмечен на Всесоюзной сельскохозяйственной выставке в г. Москве. Село разделило горькую долю всего украинского села прошлого столетия: раскулачивание, голод 32—33-хх годов с многочисленными жертвами, аресты и выселение простых селян (часто и без возврата), так называемых «врагов колхозного строя и Советской власти».
В 1940 году близлежащие хутора Фастановка (около десяти хат, жители поляки по национальности, до революции земля принадлежала госпоже Фаустине, что проживала в Варшаве), и хутор Круковский при проведении политики укрупнения сёл были ликвидированы и их жители были переселены в с. Червоная Владимировка. Общее количество домохозяйств составляло около 100 единиц.
В начале июля 1941 г. село было оккупировано немецкими войсками. Около тридцати молодых людей (в основном девушек) было вывезено на принудительные работы в Германию. Местные жители противодействовали оккупантам — перепрятывали евреев с городка Любар, оказывали помощь партизанам жильём и продуктами питания, что было засвидетельствовано вручением государственных наград в послевоенный период.
Войска 1-го Украинского фронта 7 марта 1944 г. освободили село от немецких захватчиков. На фронтах войны погибло около тридцати человек. На могиле погибших воинов при обороне и освобождении села, а также для сохранения памяти о погибших земляках в центре села в 60-х годах был установлен памятник. В конце 40-х годов село было переведено из Житомирской области в Винницкую область. Со временем местный колхоз был ликвидирован и вошел в состав колхоза им. Ильича с. Марьяновка, который прекратил своё существование в начале 90-х годов.

## Население
Село имеет одну улицу, что протянулась с востока на запад на 3 км. Восточная часть села имеет наименование «Выдумка», а западная — «Шпиль».
Источниками дохода селян являются несколько ставок в бюджетной сфере, зарплата за работу в предпринимателей, пенсии, плата за сданные паи в аренду, выращивание овощей и картофеля на приусадебных участках, откорм крупного рогатого скота, свиней, птицы, продаж молока, пчеловодство. Основная часть населения работает только в личном домохозяйстве. Школа расположена в селе Марьяновка, в настоящее время организован подвоз детей.
По причине выезда молодёжи в города и естественные процессы количество населения неуклонно снижается.
За национальным составом подавляющее большинство украинцы (по вероисповеданию православные) и меньшая часть поляки (римо-католики), живут все в мире и согласии.

## Обустройство
В конце 50-х годов была построена дизель-генераторная электростанция — с начала 60-х годов централизованное электроснабжение. В конце 80-х годов построена дорога с твёрдым покрытием с выездом на автомобильную дорогу Хмельник — Любар через с. Марьяновка. В декабре 2005 года в дома селян пришёл природный газ в основном за средства жителей, благодаря заботе и усилиям местного сельского депутата Костюка Василия Фёдоровича. В селе была начальная школа, которая в 30—40-х годах находилась в приспособленных помещениях, а потом в просторном здании, которое начали строить еще во время немецкой оккупации. Из-за сокращения количества детей школа в 80-х годах была закрыта, а при ней и библиотека. Сейчас действует медпункт, клуб, 2 торговых точки, раз в неделю в центре села коммерсанты организовывают небольшой базар из продажи самых необходимых товаров, каждый четверг микроавтобус возит селян в г. Хмельник, хорошее покрытие мобильной связью. В 500 метрах на восток от села есть небольшой лес (дуб, граб, шиповник, боярышник), на западе села расположен ставок с возможностью купания и рыбной ловли. Благодаря удалённости от городов, промпредприятий и крупных автострад хорошая экология.

## Адрес местного совета
22010, Винницкая область, Хмельницкий р-н, с. Марьяновка, ул. Ленина, 101, тел. 33-8-31.